# List do R. na 12 głosów
List do R. na 12 głosów – 3-płytowy album polskiej grupy rockowo-bluesowej Dżem wydany w 1995 roku nakładem wydawnictwa Ania Box Music (później Box Music).
Pierwszy album koncertowy wydany po śmierci dotychczasowego wokalisty zespołu Ryszarda Riedla. Stanowi zapis koncertu, będącego upamiętnieniem muzyka, który odbył się w Spodku w Katowicach 29 lipca 1995 roku. W koncercie wzięli udział przedstawiciele polskiej muzyki rockowej (patrz niżej).
Realizacja dźwięku – Jacek Mastykarz, Piotr Brzeziński i Wojciech Siwiecki, Alek Galas.

## Skład

### Zespół Dżem[5][6][7]
- Paweł Berger – instrumenty klawiszowe
- Jacek Dewódzki – śpiew
- Adam Otręba – gitara
- Beno Otręba – gitara basowa
- Jerzy Styczyński – gitara
- Zbigniew Szczerbiński – perkusja

### Gościnnie wystąpili
CD 1
- Jerzy Durał – śpiew
- Martyna Jakubowicz – śpiew, gitara
- Wojciech Klich – śpiew, gitara
- Piotr Korzeniowski – trąbka
- Grzegorz Rytka – saksofon tenorowy
- Wojciech Waglewski – śpiew, gitara
- Jarosław Wajk – śpiew
- Andrzej Zeńczewski – śpiew

CD 2
- Kasia Kowalska – śpiew
- Tadeusz Nalepa – śpiew, gitara
- Tomasz Olejnik – śpiew
- Krystyna Prońko – śpiew
- Piotr Prońko – saksofon

CD 3
- Czesław Niemen – śpiew
- Małgorzata Ostrowska – śpiew
- Sebastian Riedel – gitara akustyczna

## Lista utworów
CD 1
1. "Ballada o dziwnym malarzu" – 4:00
2. "Dzień, w którym pękło niebo" – 5:23
3. "Naiwne pytania" – 10:30
4. "Tylko ja i ty" – 6:28
5. "Wehikuł czasu – to byłby cud" – 6:16
6. "Boże daj dom" – 5:03
7. "Wokół sami lunatycy" – 4:51
8. "Mała aleja róż" – 5:35
9. "Skazany na bluesa" – 7:52
10. "Kiepska gra" – 4:13
11. "Kim jestem – jestem sobie" – 5:38

CD 2
1. "Autsajder" – 5:50
2. "Jesiony" – 6:09
3. "Abym mógł przed siebie iść" – 5:03
4. "Czerwony jak cegła" – 10:33
5. "Modlitwa III – pozwól mi" – 9:43
6. "Złoty paw" – 6:53
7. "Niewinni i ja cz. I i II" – 12:40

CD 3
1. "Cała w trawie" – 7:54
2. "Obłuda" – 9:53
3. "Człowieku, co się z tobą dzieje" – 4:53
4. "Sen o Victorii" – 7:07
5. "List do M." – 8:53
6. "Jak malowany ptak" – 4:36
7. "Zapal świeczkę" – 6:21
8. "Whisky" – 9:11